# جامعة فلوريدا الدولية
جامعة فلوريدا الدولية (بالإنجليزية: Florida International University)‏ هي جامعة عامة تقع في ميامي بولاية فلوريدا بالولايات المتحدة، تأسست عام 1965 وهي من أكبر 15 جامعة في الولايات المتحدة من حيث المساحة.

## أشهر خريجي الجامعة
- أندي غارسيا، ممثل أمريكي
- كارلوس أرويو، لاعب كرة سلة